# 維也納仲裁
维也纳仲裁是1938年及1940年两次仲裁的名称。当时以大匈牙利作為主要政策的匈牙利王國由摄政王霍尔蒂·米克洛什领导。德国与義大利和平实现了其领土主张。一战结束后，根据1920年的特里亞農條約，匈牙利失去今斯洛伐克、乌克兰和罗马尼亚的领土；裁决容许她占领这些一直想重获的领土。德國和意大利對匈牙利的裁決使匈牙利在第二次維也納裁決後就簽署三國同盟條約加入了軸心國陣營。

## 第一次维也纳仲裁
1938年11月2日，根据这次裁决，納粹德国和意大利迫使捷克斯洛伐克将斯洛伐克南部及喀尔巴阡鲁塞尼亚割让给匈牙利。這塊地區原本是匈牙利王國的固有領土，不過民族成分卻主要是烏克蘭人和斯洛伐克人；匈牙利在和納粹德國結盟之後，德國為了補償匈牙利在第一次世界大戰中損失的領土，因此把這塊爭議地區直接給匈牙利，因為當時喀尔巴阡鲁塞尼亚、斯洛伐克屬於捷克，捷克斯洛伐克被德波兩國瓜分後，德國成立了傀儡政权斯洛伐克共和國，斯洛伐克只能聽命於德國，導致匈牙利可以合理趁虛而入。

## 第二次维也纳仲裁

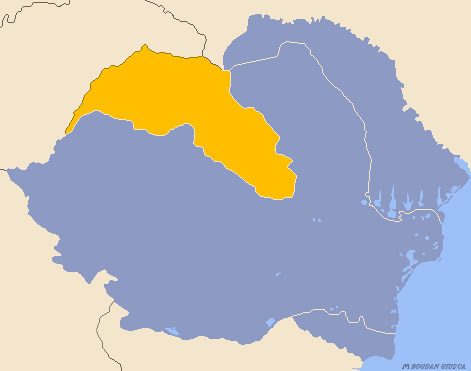
北特兰西瓦尼亚以黄色标示

1940年8月30日，根据这次裁决，德国和意大利迫使罗马尼亚将特兰西瓦尼亚一半 (也因此称为北特兰西瓦尼亚)割让给匈牙利。這塊地區的民族成分以匈牙利人為主，只有少部分羅馬尼亞人，並且原本這塊領土就屬於匈牙利王國，所以匈牙利方面當然把此視為天經地義，更何況有強大的德國作為盟友撐腰；另外，德國元首希特拉亦希望避免匈牙利和羅馬尼亞兩國發生戰爭以及潛在的蘇聯干涉匈羅衝突，威脅到羅馬尼亞的油田。匈牙利不惜一切为了扭转特里亚农条约订立以来之局面，裁决划出多民族地区给匈牙利与罗马尼亚，导致两国大量人口迁居，令古旧的社会经济单位分裂，不過也間接讓匈牙利在民族版圖上能完全統一，實現了匈牙利民族的復興，不過這只有在二戰中的曇花一現。
除此之外，在9月7日，根据克拉约瓦条约，罗马尼亚将南多布罗加让与保加利亚。该地在1878至1913年是保加利亚领土，但保加利亚在第二次巴尔干战争失败后割让给罗马尼亚。
|  | 这是一个同类索引条目，列出擁有相同或近似名稱的同類型項目。 若您循內部連結來到此頁面，請考慮修正該，將其指向正確的條目。 |